# Yoshimoto Imagawa
Yoshimoto Imagawa (jap. 今川 義元 Imagawa Yoshimoto; ur. 1519  – zm. 12 czerwca 1560) – daimyō klanu Imagawa. 

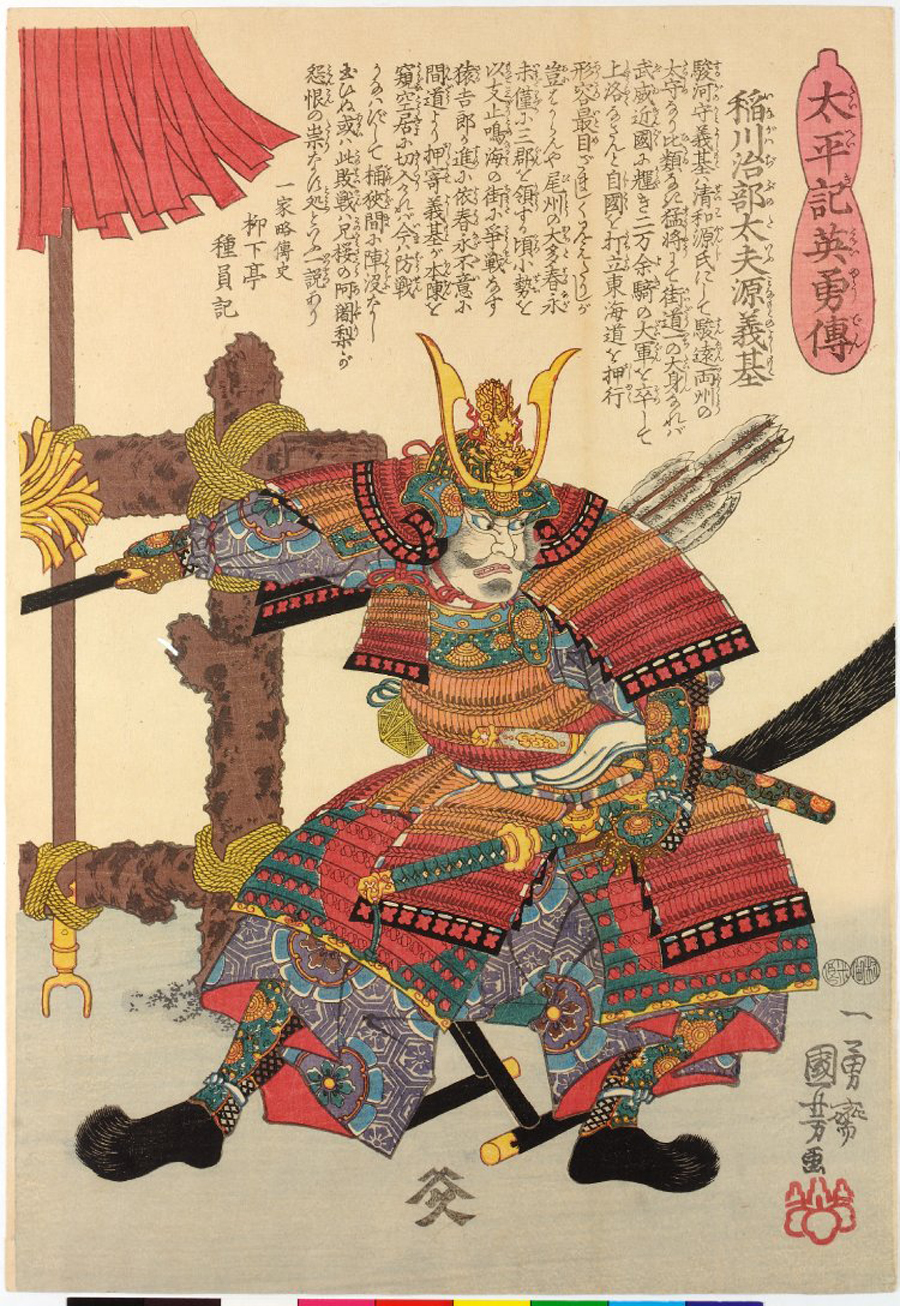
Yoshimoto Imagawa

Udało mu się podporządkować trzy nadmorskie prowincje: Mikawę, Tōtōmi i Surugę. Zginął w 1560 r. w bitwie pod Okehazamą walcząc z Odą Nobunagą. Po jego śmierci klan upadł.